# Свартіфосс
Свартіфосс (ісл. Svartifoss) — водоспад на півдні Ісландії на території національного парку Скафтафетль. Назва Svartifoss з ісландської перекладається як «чорний водоспад». Вода тут падає на тлі базальтових колон, що утворилися в результаті діяльності вулкана. Ці колони представляють собою результат повільної кристалізації лави і мають правильну шестигранну форму, що надає не дуже високому водоспаду (всього 12 метрів) величний вигляд.
Схожі утворення зустрічаються також в Шотландії і на півночі Ірландії, в містечку, яке називається «дорога гігантів». Вдобавок Свартіфорсс сточує базальтові брили у верхній частині, де напір води особливо сильний, завдяки цьому колони мають гостру форму. Водоспад — популярне місце для прогулянок туристів, хоча відстань, яку доводиться пройти пішки від останньої автомобільної стоянки становить близько 2 км. Тут дуже красиві місця, дивовижні види і відмінний свіже повітря.
Геометрично правильні базальтові колони Свартіфорсса стали джерелом натхнення художників Ісландії, цей мотив використаний в церкві Халлігрімура у Рейк'явіку, Національному театрі та інших шедеврів ісландської архітектури.